# Mattrasor
Mattrasor används som inslag vid vävning av trasmattor. Det finns fler metoder att framställa dem: Man kan riva trasorna om tyget är tunt, men det ger fransiga kanter på trasorna. Metoden att klippa är varierande. Om trasorna klipps med sax får de "öron" som kan sticka upp i mattan. För att få sammanhängande trasor kan kanterna kan snedklippas och sys på maskin, klistras, eller förses med jack där trasorna stoppas in i varandra.
Bredden på trasan beror på om avsikten är att slå in enkelt inslag eller dubbelt. Dubbelt inslag ger stadigare mattor som ligger stilla bättre på golvet och medger en större variation i mönstret och mönsterrapporterna då man kan blanda trasorna friare.
Om trikåmaterial används som trasor blir kanterna luddfria vid klippning och lättare att slå samman, men det ger också mattor som är mer mottagliga för smuts. Jeanstyg å andra sidan ger stadiga mattor som är tunga att slå samman och fordrar stabila vävstolar som förhindras att glida på golvet.